# Ріосеко-де-Сорія
Ріосеко-де-Сорія (ісп. Rioseco de Soria) — муніципалітет в Іспанії, у складі автономної спільноти Кастилія-і-Леон, у провінції Сорія. Населення — 142 особи (2010).
Муніципалітет розташований на відстані близько 150 км на північний схід від Мадрида, 34 км на південний захід від Сорії.
На території муніципалітету розташовані такі населені пункти: (дані про населення за 2010 рік)
- Ріосеко-де-Сорія: 120 осіб
- Вальдеальвільйо: 22 особи

## Демографія
Динаміка населення (INE ):